# 世貿中心肺
世貿中心肺是指一組在紐約市九一一襲擊事件中爆炸源現場工作或附近人員所發現的肺病。這組疾病包括哮喘、哮喘性支氣管炎、終末氣道疾病、類肉瘤病和急性嗜酸性粒細胞性肺炎。
雙子塔倒塌產生的懸浮粒子含有致纖維化物質和其他在救援人員肺部發現的有害物質，包括纖維玻璃（fiberglass）、石棉、鋁、矽酸鈣、多環芳香烴、二氧化矽、合成玻璃纖維（Vitreous fibers）、碳納米管、飛灰、鈦、矽酸鎂和磷酸鹽。
死於九一一所引致疾病的人比真正死於九一一襲擊本身的還要多。